# Lista dos governadores romanos da Germânia Inferior
Esta é uma lista dos governadores romanos da Germânia Inferior (e da Germânia Segunda entre 395 e a deposição de Rômulo Augústulo em 476). A capital e a maior cidade da Germânia Inferior era Colônia Cláudia Ara Agripinense, a moderna cidade de Colônia.

## Dinastia júlio-claudiana (27 a.C. – 68)
- 7-9: Públio Quintílio Varo
- 10-14: desconhecido
- 14-16: Aulo Cecina Severo
- 21: Caio Sílio
- 21-2?: Caio Visélio Varrão
- 28-34: Lúcio Aprônio
- 34-39: desconhecido
- 40-41: Públio Gabínio Segundo
- 41-46: Aulo Gabínio Segundo
- 46-47: Quinto Sanquínio Máximo
- 47-51: Cneu Domício Córbulo
- 51-54: desconhecido
- 54-58: Pompeu Paulino
- 58-60: Lúcio Dúvio Ávito
- 63-67: Públio Sulpício Escribônio Rufo
- 67-68: Caio Fonteio Capitão
- 68-69: Aulo Vitélio Germânico

## Dinastia flaviana (69-96)
- 69-70: Caio Dílio Vócula (?)
- 70-71: Quinto Petílio Cerial
- 71-73: Aulo Mário Celso
- 73-78: Lúcio Acílio Estrabão
- 78: Caio Rutílio Gálico
- 78-80: Décimo Júnio Nóvio Prisco
- 80-83: Sexto Júlio Frontino (?)
- 87-89: Aulo Búcio Lápio Máximo
- 91-97: Marco Úlpio Trajano, futuro imperador

## Dinastia nerva-antonina (96-192)
- 97: Tito Vestrício Espurina (?)
- 97-98: Lúcio Licínio Sura
- 98-99: Lúcio Nerácio Prisco
- 99-100: desconhecido
- 101-102: Quinto Acúcio Nerva
- 103-116: desconhecido
- 117-119: Aulo Platório Nepos
- 122-129: desconhecido
- 127: Lúcio Célio Rufo
- 130-13?: Grânio [Fabiano] Grácio [Cerial?] Gemínio[1]
- 135-139: Quinto Lólio Úrbico
- 140-142: desconhecido
- 142-150: Caio Júlio Severo
- 150-151: Públio Sétimo Áper (?)
- 151-152: Lúcio Otávio Cornélio Sálvio Juliano Emiliano
- 152-158: Cneu Júlio Vero
- 158: Sexto Calpúrnio Agrícola (?)
- 158-160: Tibério Cláudio Juliano
- 15?-161: Sálvio Juliano (?)
- 161-16?: Caio Sétimo Severo
- 170-17?: Quinto Antíscio Advento
- 17?-180: Júnio Macr[er] (?)
- 180-185: Marco Dídio Juliano, futuro imperador
- 18?-192: Caio Álio Fusciano

## Dinastia severa (193-235)
- 193-197: Vírio Lupo
- 197-19?: Caio Valério Pudente
- 199-20?: Nóvio Prisco
- 201-204: Mário Máximo Perpétuo Aureliano
- 205: Quinto Venídio Rufo
- 20?-20?: Quinto Tarquício Cátulo
- 206-210: Cneu Fúlvio Máximo Centúmalo
- 211-212: Lúcio Luceio Martino
- 212-21?: Márcio Cláudio Agripa
- 216-21?: Marco Valério Senécio
- 222-22?: Flávio Áper Comodiano
- 230-231: Clódio Aurélio Saturnino
- 231: Flávio Jano
- 23?-235: Caio Méssio Quinto Décio, futuro imperador

## Crise do terceiro século (235-285)
- 23?-23?: Iásdio Domiciano (?)
- 233-238: Caio Fúrio Sabino Áquila Timesiteu
- 238-24?: Lúcio Domício Galicano Papiniano
- 25?: Quinto Tarquínio Cátulo
- 259-260: Marco Cassiano Póstumo, usurpador
- 274: desconhecido

### Império das Gálias
- 260–274: (!) Império das Gálias
  - Marco Cassiano Póstumo
  - Marco Aurélio Mário
  - Vitorino
  - Tétrico I / Tétrico II